# Clinopleurus arfakianus
Clinopleurus arfakianus is een keversoort uit de familie boktorren (Cerambycidae). De wetenschappelijke naam van de soort is voor het eerst geldig gepubliceerd in 1884 door Lansberg.